# Naphat Siangsomboon
Naphat Siangsomboon (tiếng Thái: ณภัทร เสียงสมบุญ, phiên âm: Na-phát Siêng-som-bun, sinh ngày 05 tháng 05 năm 1996) còn có nghệ danh là Nine (นาย), là một diễn viên và người mẫu người Thái Lan trực thuộc Channel 3. Anh lần đầu xuất hiện trên màn ảnh trong quảng cáo cho Nivea For Men, và được công chúng chú ý qua quảng cáo cho King Power. Anh được biết đến qua vai diễn đầu tay trong 1000 ngày yêu (2017) cùng phim điện ảnh Yêu nhầm bạn thân (2019).

## Tiểu sử và học vấn
Nine là con trai của Pimpaka Siangsomboon, nữ diễn viên Thái và từng đạt danh hiệu Á hậu 2 Hoa hậu Thái Lan năm 1988.

## Đời tư
Ngày 29 tháng 11 năm 2022 tại sự kiện thương mại Embracing Happiness 2023 của Central Westgate, Nine công khai tỏ tình Baifern.
Ngày 3 tháng 12 năm 2022 tại sự kiện của Nissan Motor Expo 2022, Baifern xác nhận đang trong quá trình tìm hiểu với Nine.
Ngày 8 tháng 5 năm 2023 trong sự kiện Nine và Baifern xuất hiện công khai với tư cách người đại diện nhãn hàng. Cả hai đã thừa nhận với phóng viên là người yêu của nhau và dành cho nhau nhiều cử chỉ quan tâm ngọt ngào.
Ngày 4 tháng 7 năm 2024, Nine Naphat đã mở họp báo, thông báo chia tay Baifern Pimchanok.

## Các phim đã tham gia

### Phim điện ảnh
| Năm  | Tên gốc     | Tên tiếng Việt    | Vai  | Đóng với                  |
| ---- | ----------- | ----------------- | ---- | ------------------------- |
| 2016 | A Gift      | Món quà tình yêu  | Beam | Violette Wautier          |
| 2019 | Friend Zone | Yêu nhầm bạn thân | Palm | Pimchanok Leuwisedpaiboon |
| 2024 | Mana Man    | Cố lên anh bạn    | Mana | —                         |

### Phim truyền hình
| Năm  | Tên gốc               | Tên tiếng Việt                    | Vai                            | Đóng với                  | Đài       |
| ---- | --------------------- | --------------------------------- | ------------------------------ | ------------------------- | --------- |
| 2017 | Rak Kan Panlawan      | 1000 ngày yêu / Vườn thú tình yêu | Methakawin / "Matt"            | Preechaya Pongthananikorn | Channel 3 |
| 2019 | Tee Krai Tee Mun      | Ai cũng có lúc tỏa sáng           | Trinnithi Reunjrojkit / "Trin" | Yeena Salas               | Channel 3 |
| 2022 | Sroi Sabunnga         | Sợi dây hoàng lan                 | Tian Saelee / Tian Sureechot   | Pimchanok Leuwisedpaiboon | Channel 3 |
| 2023 | Kaen                  | Hận thù                           | Phithan                        | Natapohn Tameeruks        | Channel 3 |
| TBA  | Thot Than Thi Rak Ter | Hình phạt vì yêu em               | Wayu                           | Ranchrawee Uakoolwarawat  | Channel 3 |

### Phim ngắn
| Năm  | Tên gốc                  | Tên tiếng Việt             | Vai  | Đóng với                       | Đài                       |
| ---- | ------------------------ | -------------------------- | ---- | ------------------------------ | ------------------------- |
| 2017 | เที่ยวไทยเท่ ตอน ทริปล้างใจ   |                            | Ten  |                                | Tổng cục Du lịch Thái Lan |
| 2018 | เที่ยวไทยเท่ ตอน ทริปล้างใจ 2 |                            | Ten  |                                | Tổng cục Du lịch Thái Lan |
| 2020 | Spark Jai Nai Jomying    | Trái tim chàng kiêu ngạo   | Sun  | Lapassalan Jiravechsoontornkul | Channel 3                 |
| 2022 | Spark Jai Nai Jomying 2  | Trái tim chàng kiêu ngạo 2 | Sun  | Lapassalan Jiravechsoontornkul | Channel 3                 |
| 2023 | เส้นเรื่องเดิม (RERUN)       |                            | Chou | Krit Amnuaydechkorn            |                           |

## Âm nhạc

### Ca khúc
| Năm  | Tên bài hát                                           | Ghi chú                     |
| ---- | ----------------------------------------------------- | --------------------------- |
| 2016 | Kon Mai Mee Sit (A Person Who Doesn't Have the Right) | Bài hát đặc biệt EDS        |
| 2017 | Chan Ja Ror                                           | Nhạc phim 1000 ngày yêu     |
| 2022 | เทียนส่องใจ (Ngọn Nến Thắp Sáng Tim Em) cover.          | Nhạc phim Sợi Dây Hoàng Lan |

## Giải thưởng và đề cử
| Năm  | Giải thưởng                        | Hạng mục                                           | Kết quả   |
| ---- | ---------------------------------- | -------------------------------------------------- | --------- |
| 2017 | Daradaily The Great Awards 6th     | Hot Guy of the Year                                | Đề cử     |
| 2017 | MThai Toptalk About                | The Most Top Talk-About Memorable Character        | Đoạt giải |
| 2017 | KAZZ Awards                        | Popular Vote                                       | Đề cử     |
| 2017 | KAZZ Awards                        | Rising Star Best Actor                             | Đề cử     |
| 2017 | Nine Entertain Awards              | Family of The Year (cùng với Pimpaka Siangsomboon) | Đoạt giải |
| 2017 | Maya Award                         | Most Charming Actor                                | Đoạt giải |
| 2018 | Starlight Award                    | Rising Star Best Actor                             | Đoạt giải |
| 2020 | Thailand Social Awards             | Actor                                              | Đoạt giải |
| 2022 | ContentAsia Awards                 | Best Actor                                         | Đề cử     |
| 2022 | TVPool Stars Party Retire & Reborn | Charming Guy                                       | Đoạt giải |
| 2022 | Thairath Talk Awards               | Inspiration of The Year                            | Đoạt giải |
| 2023 | Siamrath Online Award              | Most Popular Actor                                 | Đoạt giải |
| 2023 | Television Gold Award              | Best Actor                                         | Đề cử     |